# Ecologische betekenis
Het begrip ecologische betekenis heeft betrekking op de rol van organismen (soorten of groepen van soorten) in ecotopen en ecosystemen, maar ook op de rol van ecotopen en ecosystemen in het grotere geheel. Bij organismen gaat het om de rol van de soort in zijn biotoop en habitat, bij ecotopen en ecosystemen gaat het om de natuurwaarde en de rol in het grotere geheel. Natuurwaarde hangt sterk samen met de ecologische betekenis, maar is meer de waarde die aan een bepaald gebied wordt toegekend, gezien vanuit het perspectief van natuurbescherming.

## Soorten
De rol van een soort hangt samen met de afhankelijkheidsbetrekkingen tussen soorten, zoals prooi, predator, parasiet, symbiose, concurrentie, epifyt.
De ecologische betekenis van een soort in het ecosysteem is ook de plaats in de voedselketen, de voedselpiramide en het voedselweb: het gaat hierbij om het onderscheid tussen producenten, consumenten (herbivoren, carnivoren en omnivoren) en reducenten (zoals detrivoren en saprofyten).

## Ecosystemen
Op grond van hun rol in een ecosysteem kunnen groepen van soorten worden onderscheiden. Voorbeelden hiervan zijn de pioniersoorten, invasieve soorten, climaxsoorten.
In het voorbeeld van de pioniersoorten kan het gaan om organismen die zich vestigen in een pas gevormd leeg ecosysteem. Deze zich vestigende soorten hebben invloed op de bodem, doordat planten met hun wortel de bodem doordringen en dieren in deze bodem kunnen gaan graven (bioturbatie). De plantengroei kan weer invloed hebben op het microklimaat, doordat de wind gebroken wordt en de instraling wordt verminderd. Zo kunnen boszomen voor het microklimaat in het bos van groot belang zijn.
Levensgemeenschappen hebben een kenmerkende samenstelling van soorten. Bij verstoring zullen de daarvoor gevoelige soorten afnemen of ontbreken. De voor de levensgemeenschappen kenmerkende soorten en de indicatorsoorten vormen een aanwijzing voor de ecologische betekenis van het ecosysteem. Ook een hoge diversiteit, het niet optreden van dominantie van soorten en de afwezigheid van ruderale soorten of exoten gelden als maat voor hoge ecologische betekenis.
Vogels kunnen naar hun rol worden ingedeeld naar de wijze waarop deze gebruikmaken van een bepaald gebied, zoals broedvogel (jaarvogel, zomervogel en standvogel) en gastvogels (wintergasten, zomergasten en trekvogels, maar ook wel ingedeeld als jaargasten, wintergasten, zomergasten en doortrekkers)

## Ecosysteemdienst
Het begrip ecologische betekenis vertoont overeenkomst met het begrip ecosysteemdienst, wat meer mensgericht is. Een ecosysteemdienst is een dienst die door een ecosysteem aan mensen wordt geleverd, zoals het verstrekken van een product (bijvoorbeeld drinkwater), of van een regulerende dienst (bijvoorbeeld bestuiving van gewassen), of van een culturele dienst (bijvoorbeeld gelegenheid geven tot recreatie) of van een dienst die de voorgaande diensten ondersteunt (bijvoorbeeld de kringloop van nutriënten in een ecosysteem).